# Валлетта, Эмбер
Э́мбер Эванджели́н Валле́тта (англ. Amber Evangeline Valletta; род. 9 февраля 1974, Финикс) — американская топ-модель, телеведущая и актриса, одна из самых высокооплачиваемых фотомоделей девяностых. Валлетта за свою карьеру появилась на обложке журнала Vogue более сорока раз.

## Ранние годы
Валлетта родилась в Финиксе, штат Аризона, но выросла в городе Талса, штат Оклахома, где она окончила среднюю школу. В пятнадцатилетнем возрасте мать Валлетты записала её в школу моделей при агентстве Линды Лайман. Она отправилась в Милан, где нашла первую работу в итальянском Vogue. После этого последовала обложка для французского Elle, снятая фотографом Хансом Фюрером.

## Карьера
В течение 1990-х Валлетта наравне с Кейт Мосс или Шалом Харлоу была одной из самых востребованных моделей. Она участвовала в ряде престижных рекламных кампаний для Prada, Calvin Klein, DKNY, Valentino, Armani, Alberta Ferretti, Jil Sander, Gucci, Versace и Chanel. В сентябре 1996 года Валлетта стала эксклюзивным лицом компании Elizabeth Arden по всему миру. С 1995 по 1996 год она была ведущей шоу MTV «Дом стиля». В ноябре 1995 года она организовала «Supermodels Stepping Out Against Hunger», показ моды для Tulsa Community Food Bank в своём родном городке.
В 2000-х годах Валлетта снялась в восемнадцати кинофильмах, в основном, играя роли второго плана. Её прорывом стала роль в коммерчески успешной комедии 2005 года «Правила съёма: Метод Хитча» с Уиллом Смитом, после чего у неё были основные женские роли в фильмах «Перевозчик 2» с Джейсоном Стейтемом, «Мёртвая тишина» с Райаном Квонтеном, «Геймер» с Джерардом Батлером, и «Шпион по соседству» с Джеки Чаном.
В 2011 году Валлетта переместилась на телевидение, где взяла на себя роль падшей светской львицы Лидии Дэвис в прайм-тайм мыльной опере ABC «Месть» с Мэделин Стоу. В 2014 году она снялась в сериале TNT «Легенды» с Шоном Бином. В 2015 году Валлетта получила роль гламурной злодейки в прайм-тайм мыльной опере ABC «Кровь и нефть» с Доном Джонсоном. В июле 2016 года появилась в клипе Ферги «M.I.L.F. $».

## Личная жизнь
В 1994-95 годах Валлетта состояла в браке с моделью Эрви Ли Биханом. Также в ходе 1990-х Валлетта страдала от наркотической и алкогольной зависимостей, о битве с которыми она публично рассказала в 2014 году.
В 2003 году Валлетта вышла замуж за олимпийского чемпиона по волейболу Кристиана Маккау. У них есть общий сын Оден, родившийся в 2000 году. Они расстались в конце 2014 года после одиннадцати лет брака.

## Фильмография

### Фильмы
| Год  | Название на русском          | Название на английском           | Роль                   | Примечания          |
| ---- | ---------------------------- | -------------------------------- | ---------------------- | ------------------- |
| 2000 | Бросок на десять ярдов назад | Drop Back Ten                    | Минди Дил              |                     |
| 2000 | Что скрывает ложь            | What Lies Beneath                | Мэдисон Элизабет Фрэнк |                     |
| 2000 | Семьянин                     | The Family Man                   | Паула                  |                     |
| 2001 | Парфюм                       | Perfume                          | Блэр                   |                     |
| 2001 | Истерия: История Деф Леппард | Hysteria — The Def Leppard Story | Лорелея Шеллист        | Телевизионный фильм |
| 2001 | Возмездие Макса Кибла        | Max Keeble’s Big Move            | Госпожа Дингман        |                     |
| 2003 | Дюплекс                      | Duplex                           | Селин                  |                     |
| 2004 | Модная мамочка               | Raising Helen                    | Мартина                |                     |
| 2005 | Правила съёма: Метод Хитча   | Hitch                            | Аллегра Коул           |                     |
| 2005 | Перевозчик 2                 | Transporter 2                    | Одри Биллингс          |                     |
| 2006 | Прожигатели жизни            | Man About Town                   | Бринн Лилли            |                     |
| 2006 | В последний раз              | The Last Time                    | Белиса                 |                     |
| 2007 | Мёртвая тишина               | Dead Silence                     | Элла                   |                     |
| 2007 | Предчувствие                 | Premonition                      | Клэр                   |                     |
| 2007 | Мой самый сексуальный год    | My Sexiest Year                  | Марина                 |                     |
| 2008 | Дни гнева                    | Days of Wrath                    | Джейн Саммерс          |                     |
| 2009 | Геймер                       | Gamer                            | Энджи                  |                     |
| 2010 | Шпион по соседству           | The Spy Next Door                | Джиллиан               |                     |
| 2011 | Девушка входит в бар         | Girl Walks Into a Bar            | Камилла                |                     |

### Телевидение
| Год       | Название на русском  | Название на английском | Роль         | Примечания                       |
| --------- | -------------------- | ---------------------- | ------------ | -------------------------------- |
| 2004      | Счастливый           | Lucky                  | Сара         | Эпизод: «Something for Everyone» |
| 2011—2015 | Месть                | Revenge                | Лидия Дэвис  | 15 эпизодов                      |
| 2014      | Легенды              | Legends                | Соня Одум    | Регулярная роль                  |
| 2015      | Красотки в Кливленде | Hot in Cleveland       | Эшли         | Эпизод: «Scandalous»             |
| 2015      | Кровь и нефть        | Blood and Oil          | Дарла Бриггс | Регулярная роль, 10 эпизодов     |